# Ignazio Moser
Ignazio Moser (Trento, 14 luglio 1992) è un personaggio televisivo, ex ciclista su strada e pistard italiano.

## Carriera

### Ciclismo
È figlio di Francesco Moser, nipote di Diego, Aldo ed Enzo e cugino di Moreno, tutti ciclisti professionisti. Segue fin da piccolo le orme del padre nel ciclismo, e nelle categorie Allievi e Juniores gareggia con l'U.S. Montecorona di Giovo. Il 25 agosto 2010 vince il titolo italiano nell'inseguimento individuale juniores ai tricolori di Mori battendo in finale Paolo Simion.
Nel 2011 debutta tra i Dilettanti Elite/Under-23 con il team bresciano Lucchini-Maniva Ski, e nel 2012 passa alla trevigiana Trevigiani-Dynamon-Bottoli; in due anni vince due corse del calendario nazionale, la Piccola Coppa Agostoni nel 2011 e il Gran Premio Polverini Arredamenti nel 2012, cogliendo in quest'ultima stagione anche quattro secondi posti. Nell'ottobre 2012 vince la medaglia di bronzo nell'inseguimento a squadre su pista ai Campionati europei in Lituania in quartetto con Elia Viviani, Paolo Simion e Liam Bertazzo.
Nel 2013 passa alla BMC Development, squadra Under-23 affiliata al team World Tour statunitense BMC Racing Team. Nello stesso anno è componente del quartetto italiano che conclude al nono posto nella gara di inseguimento a squadre ai campionati del mondo su pista di Minsk. Il 25 agosto 2013 ottiene la prima vittoria internazionale su strada, in Giappone, alla Shimano Suzuka Road Race sul circuito di Suzuka.
Nel 2014 vince il Memorial Lorenzo Mola a Botticino e la sesta tappa del Tour de la Guadeloupe, gara valida per il calendario UCI America Tour. Nonostante i risultati, a fine anno matura la decisione di ritirarsi e dedicarsi all'azienda vitivinicola di famiglia fondata dal padre fra Trento, Gardolo di Mezzo e Palù di Giovo.

### Esperienze televisive
Dopo aver debuttato in televisione come opinionista del Giro d'Italia 2017 nella trasmissione di Rai 2 La grande corsa, l'11 settembre 2017 entra nella casa del Grande Fratello Vip come concorrente del programma condotto da Ilary Blasi su Canale 5. Viene eliminato in semifinale con il 57% dei voti. Nel 2020 conduce con Cecilia Rodríguez la seconda edizione di Ex on the Beach Italia su MTV.
Nel mese di aprile 2021 partecipa come concorrente alla quindicesima edizione de L'isola dei famosi condotta da Ilary Blasi su Canale 5.

## Vita privata
Si sposa il 30 giugno 2024 con Cecilia Rodriguéz dopo sette anni di fidanzamento.

## Palmarès
- 2011 (Lucchini-Maniva Ski, una vittoria)[5]

Piccola Coppa Agostoni
- 2012 (Trevigiani-Dynamon-Bottoli, una vittoria)[5]

Gran Premio Polverini Arredamenti
- 2013 (BMC Development Team, una vittoria)

Shimano Suzuka Road Race
- 2014 (BMC Development Team, due vittorie)[5]

Memorial Lorenzo Mola
6ª tappa Tour de la Guadeloupe (Les Abymes > Les Abymes)

## Piazzamenti

### Competizioni mondiali
- Campionati del mondo su pista

Minsk 2013 - Inseguimento a squadre: 9º

### Competizioni continentali
- Campionati europei su strada

Ankara 2010 - In linea Juniores: 39º
- Campionati europei su pista

Panevėžys 2012 - Inseguimento a squadre: 3º

## Televisione
- Giro d'Italia 2017 (Rai 1, 2017) - Opinionista
- Grande Fratello VIP 2 (Canale 5, 2017) - Concorrente
- Giù in 60 secondi - Adrenalina ad alta quota (Italia 1, 2018) - Concorrente
- Ex on the Beach Italia (MTV, 2020–2022) - Conduttore
- L'isola dei famosi 15 (Canale 5, 2021) - Concorrente
- Talk on the Beach (MTV, 2022) - Conduttore
- Isola Party (Mediaset Infinity, 2022) - Conduttore
- Alessandro Borghese - Celebrity Chef (TV8, 2022) - Concorrente
- Giro d'Italia Women 2025 (Discovery+, 2025) - Conduttore

## Filmografia

### Cinema
- InFiniti, regia di Cristian De Mattheis (2023)